# Helicoprion
Helicoprion (от латински: „спирала трион“) е дълго съществувал род акулоподобни хрущялни риби, които за първи път са възникнали в океаните през края на карбон, преди 280 милиона години и са преживели масовото измиране от перм – триас, като в крайна сметка са изчезнали през ранния триас, преди 225 милиона години.
Единствените известни фосили са зъби, които са подредени във фантастично „зъбно-венче“, силно напомнящо на циркуляр. До откриването на черепа на родствения Ornithoprion не бе осъзнато, че иде реч за зъбен венец от долната челюст. Зъбното венче съдържа всичките зъби, произведени от индивида в долната челюст, като с нарастването му по-старите и по-малки зъби се преместват в центъра на венчето и се появяват по-големи и по-нови зъби. Сравненията с други Eugeneodontida показват, че Helicoprion може да са израснали до 3 – 4 метра дължина.

## Видове
- H. ferrieri
- H. sierrensis
- H. nevadensis
- H. davish
- H. bessonovi (типов вид)
- H. ergasaminon
- H. mexicanus